# محيي الدين بشطارزي
محيي الدين بشطارزي (5 ديسمبر 1897 في الجزائر العاصمة - 6 فبراير 1986 بالجزائر) كان مخرجاً، ومؤلفاً  وممثلًا مسرحيًا جزائرياً.،  من اصول تركية تعود الى سيواس.

## سيرة
بدأ حياته قارئا للقرآن الكريم في مساجد الجزائر العاصمة، وشارك مع طلبة المدارس الإسلامية في تمثيل عدة مسرحيات، ومثل رفقة علولة في اسكتشات قصيرة هزلية. وبعد الزيارات التي قامت بها بعض الفرق العربية (فرقة جورج أبيض ونجيب الريحاني.) شكل محيي الدين بشطارزي مع مجموعة من الهواة فرقة «المطربية» التي كانت تقدم أعمالا مسرحية ممزوجة بالغناء والرقص. وأنشأ في عام 1947 فرقة المسرح العربي بدار الأوبرا، وبعد الاستقلال عين مديرا للمعهد البلدي للموسيقى. ويعد محي الدين بشطارزي أحد الأقطاب المؤسسين للحركة المسرحية الجزائرية، فلم يقف عند حد التأليف المسرحي والتمثيل والإخراج والغناء، بل وضع أسس المؤسسة المسرحية الجزائرية. فقد أنشأ فرقا مسرحية عديدة، وكون جيلا مسرحيا وترك محيي الدين تراثا مسرحيا ضخما، وكتبا سجلت تاريخ الحركة المسرحية الجزائرية. توفي عام 1986 بالجزائر.

## الأوسمة والتكريمات
- وسام الاستحقاق الوطني - درجة عشير بعد الوفاة (16 سبتمبر 1986).

## وصلات خارجية
- محيي الدين بشطارزي على موقع IMDb (الإنجليزية)
- محيي الدين بشطارزي على موقع ميوزك برينز (الإنجليزية)
- محيي الدين بشطارزي على موقع ديسكوغز (الإنجليزية)
- محيي الدين بشطارزي على موقع قاعدة بيانات الفيلم (الإنجليزية)